# Рефрактерный период

Потенциал действия рабочего кардиомиоцита.

В электрофизиологии рефрактерным периодом (периодом рефрактерности) называют период времени после возникновения на возбудимой мембране потенциала действия, в ходе которого возбудимость мембраны снижается, а затем постепенно восстанавливается до исходного уровня.
Абсолютный рефрактерный период — интервал, в течение которого возбудимая ткань не способна генерировать повторный потенциал действия (ПД), каким бы сильным ни был инициирующий стимул.
Относительный рефрактерный период — интервал, в течение которого возбудимая ткань постепенно восстанавливает способность формировать потенциал действия. В ходе относительного рефрактерного периода стимул, более сильный, чем тот, который вызвал первый ПД, может привести к формированию повторного ПД.

## Причины рефрактерности возбудимой биологической мембраны
Рефрактерный период обусловлен особенностями поведения потенциал-зависимых натриевых и потенциал-зависимых калиевых каналов возбудимой мембраны.
В ходе проведения потенциала действия потенциал-зависимые натриевые и калиевые ионные каналы переходят из одного состояния в другие. У натриевых каналов основных состояний три — закрытое, открытое и инактивированное. У калиевых каналов два основных состояния — закрытое и открытое.
При деполяризации мембраны во время проведения потенциала действия, натриевые каналы после открытого состояния (при котором и начинается ПД, формируемый входящим Na+ током) временно переходят в инактивированное состояние, а калиевые каналы открываются и остаются открытыми некоторое время после окончания ПД, создавая выходящий калиевый ток, приводящий мембранный потенциал к исходному уровню.
В результате инактивации натриевых каналов, возникает абсолютный рефрактерный период. Позже, когда часть натриевых каналов уже вышла из инактивированного состояния, ПД может возникнуть. Однако для его возникновения требуются очень сильные стимулы, так как, во-первых, «рабочих» натриевых каналов всё ещё мало, а во-вторых, открытые калиевые каналы создают выходящий К+ ток и входящий натриевый ток должен его перекрыть, чтобы возник ПД — это относительный рефрактерный период.

## Расчёт рефрактерного периода
Рефрактерный период можно рассчитать и описать графически, рассчитав предварительно поведение потенциал-зависимых Na+ и К+ каналов. Поведение этих каналов, в свою очередь, описывается через проводимость и вычисляется через коэффициенты трансфера.

### Проводимость для калия GKна единицу площади [S/cm²]
{\displaystyle G_{K}=G_{Kmax}n^{4}},
{\displaystyle dn/dt=\alpha _{n}(1-n)-\beta _{n}n},
где:
{\displaystyle \alpha _{n}} — коэффициент трансфера из закрытого в открытое состояние для K+ каналов [1/s];
{\displaystyle \beta _{n}} — коэффициент трансфера из открытого в закрытое состояние для K+ каналов [1/s];
n — фракция К+ каналов в открытом состоянии;
(1 — n) — фракция К+ каналов в закрытом состоянии

### Проводимость для натрия GNaна единицу площади [S/cm²]
{\displaystyle G_{Na}=G_{Namax}m^{3}h},
{\displaystyle dm/dt=\alpha _{m}(1-m)-\beta _{m}m},
{\displaystyle dh/dt=\alpha _{h}(1-h)-\beta _{h}h},
где:
{\displaystyle \alpha _{m}} — коэффициент трансфера из закрытого в открытое состояние для Na+ каналов [1/s];
{\displaystyle \beta _{m}} — коэффициент трансфера из открытого в закрытое состояние для Na+ каналов [1/s];
m — фракция Na+ каналов в открытом состоянии;
(1 — m) — фракция Na+ каналов в закрытом состоянии;
{\displaystyle \alpha _{h}} — коэффициент трансфера из инактивированного в не-инактивированное состояние для Na+ каналов [1/s];
{\displaystyle \beta _{h}} — коэффициент трансфера из не-инактивированного в инактивированное состояние для Na+ каналов [1/s];
h — фракция Na+ каналов в не-инактивированном состоянии;
(1 — h) — фракция Na+ каналов в инактивированном состоянии.

## Последствия рефрактерности возбудимой биологической мембраны
В мышце сердца период рефрактерности длится до 500 мс, что следует рассматривать как один из факторов, ограничивающих частоту воспроизведения биологических сигналов, их суммацию и скорость проведения. При изменении температуры или действии некоторых лекарственных веществ длительность рефракторных периодов может меняться, чем пользуются для управления возбудимостью ткани, — например, возбудимостью сердечной мышцы: удлинение относительного рефрактерного периода приводит к снижению частоты сердечных сокращений и устранению нарушений ритма работы сердца.